# Will You Still Love Me?
Will You Still Love Me? is een nummer van de Amerikaanse band Chicago uit 1986. Het is de tweede single van hun 15e studioalbum Chicago 18.
"Will You Still Love Me?" werd de eerste hit voor Chicago sinds het vertrek van zanger Peter Cetera. Het nummer bereikte de 3e positie in de Amerikaanse Billboard Hot 100. Hoewel het nummer in Nederland geen hitlijsten behaalde, geniet het er wel bekendheid.